# 鹽澤站
鹽澤站（日语：／ Shiozawa eki */?）是位於日本新潟縣南魚沼市鹽澤，屬於東日本旅客鐵道（JR東日本）上越線的鐵路車站。

## 車站構造

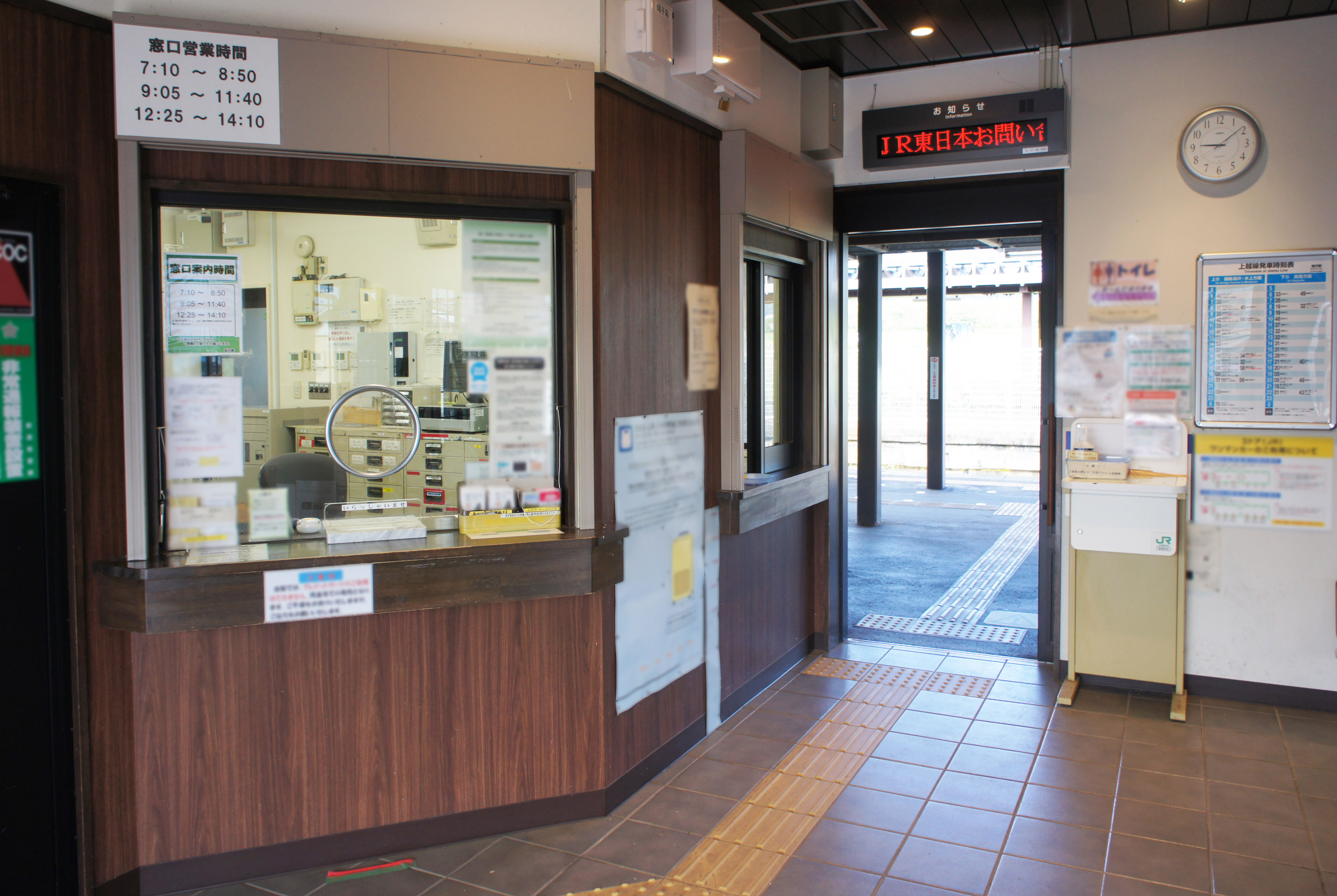
驗票口（2021年9月）

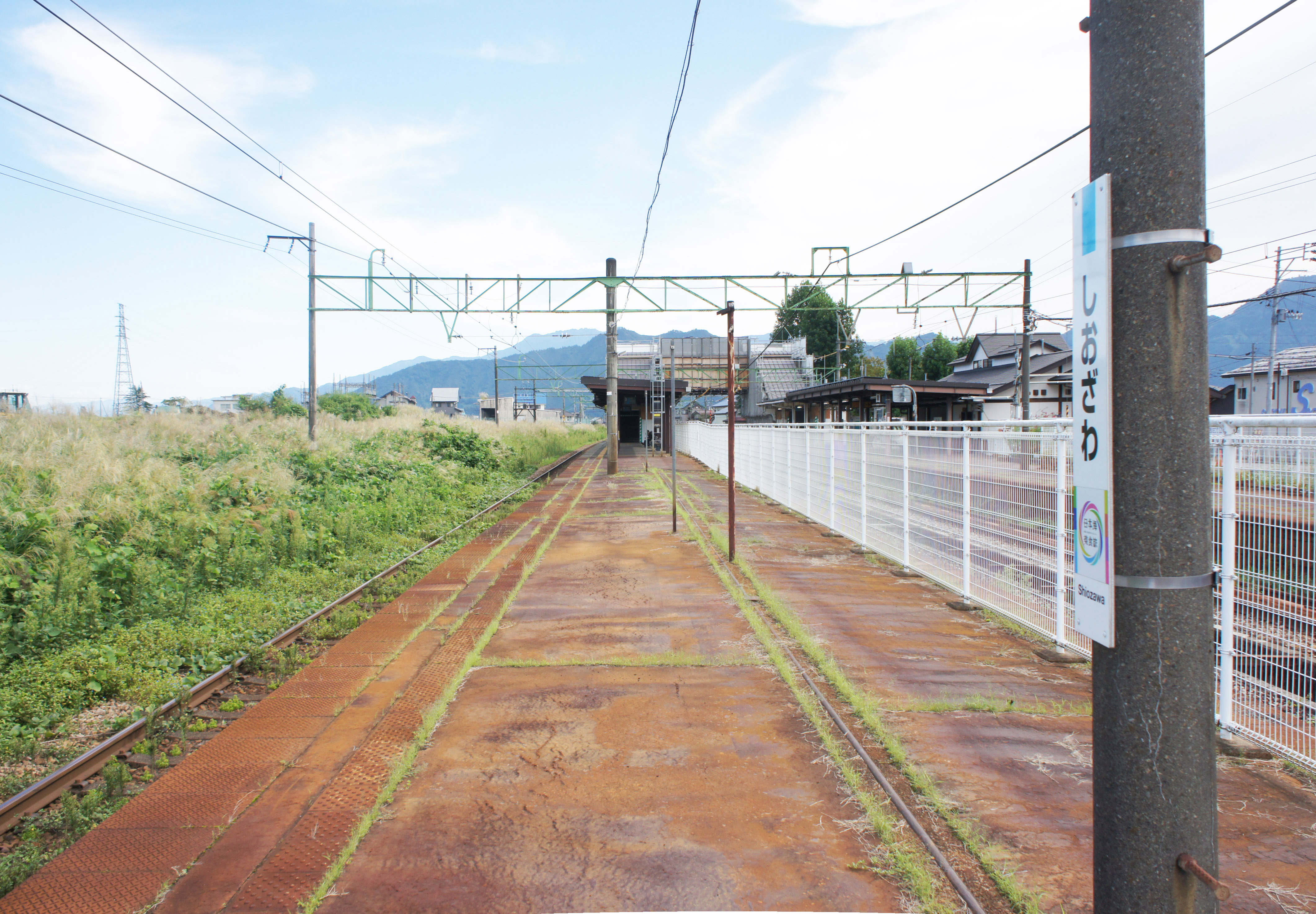
月台（2021年9月）

此站為側式月台1面1線與島式月台1面2線的地面車站，月台上設有柵欄，並透過跨線橋連接。保線車輛使用的舊2號月台中線的電纜已拆去。

### 月台配置
| 月台 | 路線    | 方向 | 目的地             |
| ---- | ------- | ---- | ------------------ |
| 1    | ■上越線 | 上行 | 越後湯澤、水上方向 |
| 3    | ■上越線 | 下行 | 浦佐、長岡方向     |

（來源：JR東日本:車站構內圖（页面存档备份，存于））

## 使用情況
JR東日本2018年度（平成30年度）1日平均上車人次為539人。
近年的推移如下表。
| 上車人次推移       | 上車人次推移     | 上車人次推移    |
| 年度               | 1日平均 上車人次 | 來源            |
| ------------------ | ---------------- | --------------- |
| 2000年（平成12年） | 717              | [ 利用客数 2 ]  |
| 2001年（平成13年） | 734              | [ 利用客数 3 ]  |
| 2002年（平成14年） | 725              | [ 利用客数 4 ]  |
| 2003年（平成15年） | 696              | [ 利用客数 5 ]  |
| 2004年（平成16年） | 623              | [ 利用客数 6 ]  |
| 2005年（平成17年） | 628              | [ 利用客数 7 ]  |
| 2006年（平成18年） | 676              | [ 利用客数 8 ]  |
| 2007年（平成19年） | 683              | [ 利用客数 9 ]  |
| 2008年（平成20年） | 646              | [ 利用客数 10 ] |
| 2009年（平成21年） | 600              | [ 利用客数 11 ] |
| 2010年（平成22年） | 619              | [ 利用客数 12 ] |
| 2011年（平成23年） | 609              | [ 利用客数 13 ] |
| 2012年（平成24年） | 682              | [ 利用客数 14 ] |
| 2013年（平成25年） | 735              | [ 利用客数 15 ] |
| 2014年（平成26年） | 695              | [ 利用客数 16 ] |
| 2015年（平成27年） | 668              | [ 利用客数 17 ] |
| 2016年（平成28年） | 613              | [ 利用客数 18 ] |
| 2017年（平成29年） | 575              | [ 利用客数 19 ] |
| 2018年（平成30年） | 539              | [ 利用客数 1 ]  |

## 相鄰車站
東日本旅客鐵道（JR東日本）
■上越線
大澤－*上越國際滑雪場前－鹽澤－六日町
* 一部分列車通過上越國際滑雪場前站
北越急行
■北北線（越後湯澤站－六日町站間是JR上越線）
■超快速「雪兔號」
通過
■快速、■普通（只限一部分列車停靠）
越後湯澤－（**上越國際滑雪場前）－鹽澤－六日町
** 夏季、冬季等一部分列車停靠上越國際滑雪場前站。

### 使用情況
1. 1 2  . 東日本旅客鉄道.   [2019-07-16]. （原始内容存档于2019-07-05）.
2. ↑  . 東日本旅客鉄道.   [2019-04-12]. （原始内容存档于2019-04-02）.
3. ↑  . 東日本旅客鉄道.   [2019-04-12]. （原始内容存档于2019-02-22）.
4. ↑  . 東日本旅客鉄道.   [2019-04-12]. （原始内容存档于2019-04-02）.
5. ↑  . 東日本旅客鉄道.   [2019-04-12]. （原始内容存档于2019-03-27）.
6. ↑  . 東日本旅客鉄道.   [2019-04-12]. （原始内容存档于2019-02-23）.
7. ↑  . 東日本旅客鉄道.   [2019-04-12]. （原始内容存档于2019-04-02）.
8. ↑  . 東日本旅客鉄道.   [2019-04-12]. （原始内容存档于2019-04-02）.
9. ↑  . 東日本旅客鉄道.   [2019-04-12]. （原始内容存档于2019-04-02）.
10. ↑  . 東日本旅客鉄道.   [2019-04-12]. （原始内容存档于2019-02-22）.
11. ↑  . 東日本旅客鉄道.   [2019-04-12]. （原始内容存档于2019-04-02）.
12. ↑  . 東日本旅客鉄道.   [2019-04-12]. （原始内容存档于2019-04-02）.
13. ↑  . 東日本旅客鉄道.   [2019-04-12]. （原始内容存档于2019-03-27）.
14. ↑  . 東日本旅客鉄道.   [2019-04-12]. （原始内容存档于2019-04-02）.
15. ↑  . 東日本旅客鉄道.   [2019-04-12]. （原始内容存档于2016-04-04）.
16. ↑  . 東日本旅客鉄道.   [2019-04-12]. （原始内容存档于2019-03-27）.
17. ↑  . 東日本旅客鉄道.   [2019-04-12]. （原始内容存档于2019-03-23）.
18. ↑  . 東日本旅客鉄道.   [2019-04-12]. （原始内容存档于2019-03-27）.
19. ↑  . 東日本旅客鉄道.   [2019-04-12]. （原始内容存档于2019-03-25）.

## 外部連結
- JR東日本 鹽澤站